# Позем

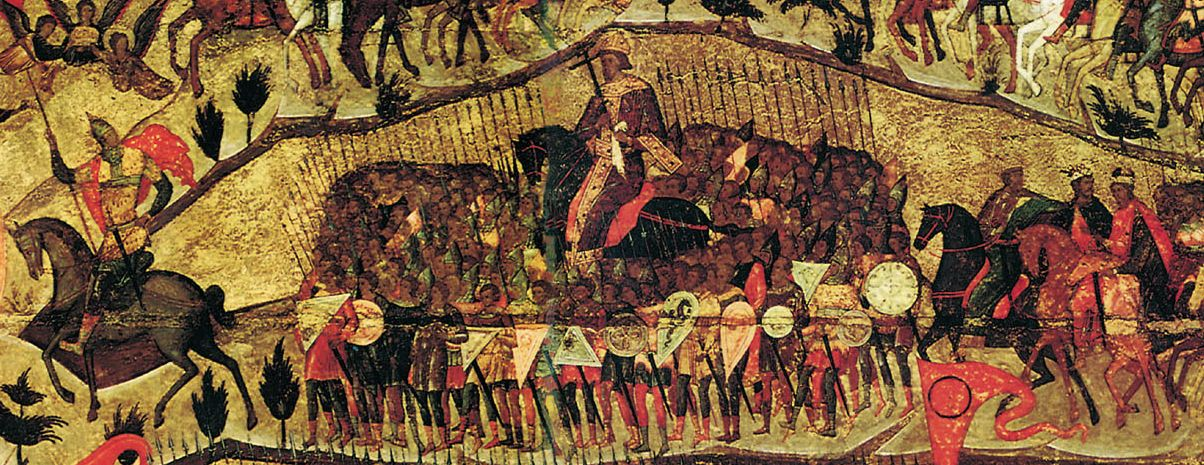
Позем в виде горок на иконе «Благословенно воинство Небесного Царя»

Позе́м (позьма) — в иконописи название условного обозначения земли, изображаемого в нижней части иконы обычно в виде полосы коричневого или зелёного цвета. Позем наносится на икону сразу после написания фона.
Притом, что позем на иконах XIII — начала XVI века нарисован обычно одним зеленовато-коричневым цветом, дальняя его часть обычно делается полосой более светлого тона. Таким образом, показана условная «обратная перспектива» — художественный закон, на основе которого построен весь иконописный образ. На поземе этого периода времени условно изображены в виде фигур в форме звёзд и решёток растения. Эти фигуры иконописцы называют «жуками». Особенно характерно видно такое изображение позема на «Новгородских таблетках» — иконах, созданных в качестве пособия иконописцам в XV веке. На иконах более позднего периода позем изображается более реалистично.
Позем, нарисованный в виде растительного орнамента, называется «позем ковриком».